# Новорогачинське
Новорога́чинське — село в Україні, у Нижньосірогозькій селищній громаді Генічеського району Херсонської області. Населення становить 150 осіб. 
Село тимчасово окуповане російськими військами 24 лютого 2022 року.
Вулиці: Зелена, Центральна.

## Історія
18 листопада 2008 року колишньому селищу надано статус села.
12 червня 2020 року, відповідно до розпорядження Кабінету Міністрів України № 726-р «Про визначення адміністративних центрів та затвердження територій територіальних громад Херсонської області», увійшло до складу Нижньосірогозької селищної громади.
19 липня 2020 року, в результаті адміністративно-територіальної реформи та ліквідації  Нижньосірогозького району увійшло до складу Генічеського району.

## Населення
Згідно з переписом УРСР 1989 року чисельність наявного населення селища становила 127 осіб, з яких 59 чоловіків та 68 жінок.
За переписом населення України 2001 року в селищі мешкало 150 осіб.

### Мова
Розподіл населення за рідною мовою за даними перепису 2001 року:
| Мова       | Відсоток |
| ---------- | -------- |
| українська | 55,33 %  |
| російська  | 3,33 %   |
| інші       | 41,34 %  |